# 191
191（百九十一、ひゃくきゅうじゅういち）は自然数、また整数において、190の次で192の前の数である。

## 性質
- 191は43番目の素数である。1つ前は181で、次は193。
  - 約数の和は192。
- 191と193は14番目の双子素数である。1つ前は (179, 181)、次は (197, 199)。
- (191, 193, 197, 199) は4番目の四つ子素数である。1つ前は (101, 103, 107, 109) 、次は (821, 823, 827, 829) 。
- 191 = 191 + 0 × ω (ωは1の虚立方根)
  - a + 0 × ω (a > 0) で表される23番目のアイゼンシュタイン素数である。1つ前は179、次は197。
- 191 = 191 + 0 × i (iは虚数単位)
  - a + 0 × i (a > 0) で表される23番目のガウス素数である。1つ前は179、次は199。
  - ガウス素数かつアイゼンシュタイン素数である11番目の素数。1つ前は179、次は227。
- 15番目のソフィー・ジェルマン素数である。1つ前は179、次は233。
- 14番目のスーパー素数である。1つ前は179、次は211。
- 1 と 9 を使った2番目の素数である。1つ前は19、次は199。(オンライン整数列大辞典の数列 A020457)
  - 19…91 の形の最小の素数である。次は199991。ただし挟まれた数は無くてもいいとすると最小は11。(オンライン整数列大辞典の数列 A068649)
- 29番目の回文数である。1つ前は181、次は202。
  - 10番目の回文素数である。1つ前は181、次は313。
- この数の順序を入れ替えた数において119（= 7 × 17）は合成数で、911は素数である。
- 11番目の 8n − 1 型の素数である。この類の素数は x2 − 2y2 と表せるが、191 = 172 − 2 × 72 である。1つ前は167、次は199。
- 191 = 23 + 32 + 53 + 72
- 各位の和が11になる17番目の数である。1つ前は182、次は209。
  - 各位の和が11になる数で素数になる6番目の数である。1つ前は173、次は227。(オンライン整数列大辞典の数列 A106754)
- 各位の積が9になる7番目の数である。1つ前は133、次は313。(オンライン整数列大辞典の数列 A034056)
  - 各位の積が9になる数で2番目の素数である。1つ前は19、次は313。(オンライン整数列大辞典の数列 A107695)
- 191 = 13 + 13 + 43 + 53
  - 4つの正の数の立方数の和で表せる41番目の数である。1つ前は187、次は193。(オンライン整数列大辞典の数列 A003327)
- 191 = 3 × 26 − 1
  - n = 6 のときの 3 × 2n − 1 の値(サビット数（英語版）)とみたとき1つ前は95、次は383。(オンライン整数列大辞典の数列 A055010)
- 19の約数 1,19 を降順に並べた数である。n の約数を降順に並べた数とみたとき1つ前の18は1896321、次の20は20105421。(オンライン整数列大辞典の数列 A176558)

## その他191に関連すること
- 7月10日（閏年は7月9日）は、グレゴリオ暦で年始から数えて191日目に当てはまる。
- 西暦191年
- 国鉄191系電車
- 国鉄キヤ191系気動車
- 第191代ローマ教皇はニコラウス4世（在位：1288年2月22日～1292年4月4日）である。
- 航空において、191便は、これまで各地で墜落事故を起こしている(デルタ航空191便墜落事故、アメリカン航空191便墜落事故など)。
- 191 × 10−2 = 1.91 は {\displaystyle {\sqrt[{3}]{7}}} の近似値である。(オンライン整数列大辞典の数列 A005482)
- 191は第24番目のエマープ数である。

- 日本のツインボーカルバンドKing Gnuの前身バンドSrv.vinciのメンバー191(現・井口理)の名義。